# Danmarks Næste Topmodel (mùa 2)
Mùa thứ hai của Danmarks Næste Topmodel. Giống như trong tập cuối cùng của mùa 1, thứ tự gọi tên cho quá trình loại bỏ bây giờ là ngẫu nhiên và mọi cô gái đều học được bản án của mình một cách độc lập cho dù cô ấy có thể đạt được vòng kế tiếp hay không. Định dạng này đã được chuyển thể từ Germany's Next Topmodel.
Điểm đến quốc tế của mùa này là Barcelona & Ibiza cho top 6.
Julie Hasselby, 20 tuổi từ Viby Sjælland là người chiến thắng của mùa này. Cô đã nhận được các giải thưởng của mình là: 1 hợp đồng người mẫu với Unique Models, lên ảnh bìa tạp chí cùng 10 trang biên tập cho Elle và cơ hội để trở thành gương mặt của L'Oreal.
Hasselby là quán quân đồng tính thứ hai trong Top Model.

## Các thí sinh
| Thí sinh            | Tuổi | Chiều cao               | Quê quán      | bị loại ở | Hạng  |
| ------------------- | ---- | ----------------------- | ------------- | --------- | ----- |
| Camilla Sebens      | 19   | 1,74 m (5 ft 8+1⁄2 in)  | Hvidovre      | Tập 2     | 15–14 |
| Cecilie Nilsson     | 18   | 1,76 m (5 ft 9+1⁄2 in)  | Allerød       | Tập 2     | 15–14 |
| Josefine Hewitt     | 17   | 1,75 m (5 ft 9 in)      | Varde         | Tập 3     | 13    |
| Sara Abdelghani     | 17   | 1,74 m (5 ft 8+1⁄2 in)  | Ballerup      | Tập 4     | 12–11 |
| Zola Olsen          | 23   | 1,71 m (5 ft 7+1⁄2 in)  | Copenhagen    | Tập 4     | 12–11 |
| Nanna Stenner       | 19   | 1,70 m (5 ft 7 in)      | Sønderborg    | Tập 5     | 10    |
| Amalie Fischer      | 16   | 1,79 m (5 ft 10+1⁄2 in) | Herlev        | Tập 6     | 9     |
| Kimmi Rønnebæk      | 16   | 1,72 m (5 ft 7+1⁄2 in)  | Ballerup      | Tập 7     | 8–7   |
| Silvija Vukovic     | 21   | 1,79 m (5 ft 10+1⁄2 in) | Frederiksberg | Tập 7     | 8–7   |
| Johanna Kjærbo      | 23   | 1,72 m (5 ft 7+1⁄2 in)  | Valby         | Tập 9     | 6     |
| Carla Kruse         | 22   | 1,81 m (5 ft 11+1⁄2 in) | Odense        | Tập 10    | 5-4   |
| Shenna Salih        | 21   | 1,73 m (5 ft 8 in)      | Tilst         | Tập 10    | 5-4   |
| Natasja Smith       | 16   | 1,71 m (5 ft 7+1⁄2 in)  | Kastrup       | Tập 10    | 3     |
| Nanna-Liin Sørensen | 17   | 1,76 m (5 ft 9+1⁄2 in)  | Arhus         | Tập 10    | 2     |
| Julie Hasselby      | 20   | 1,78 m (5 ft 10 in)     | Viby Sjælland | Tập 10    | 1     |

## Thứ tự gọi tên
| 1  | Nanna-Liin | Carla      | Nanna-Liin | Amalie     | Amalie     | Julie      | Julie      | Nanna-Liin  | Natasja    | Nanna-Liin   | Julie      |  |  |  |  |  |  |  |  |  |  |
| 2  | Natasja    | Kimmi      | Johanna    | Julie      | Kimmi      | Shenna     | Carla      | Natasja     | Julie      | Julie        | Nanna-Liin |  |  |  |  |  |  |  |  |  |  |
| 3  | Zola       | Silvija    | Julie      | Shenna     | Silvija    | Nanna-Liin | Nanna-Liin | Shenna      | Carla      | Natasja      |            |  |  |  |  |  |  |  |  |  |  |
| 4  | Kimmi      | Amalie     | Natasja    | Johanna    | Carla      | Carla      | Shenna     | Johanna     | Nanna-Liin | Carla Shenna |            |  |  |  |  |  |  |  |  |  |  |
| 5  | Julie      | Johanna    | Amalie     | Carla      | Natasja    | Kimmi      | Johanna    | Carla Julie | Shenna     | Carla Shenna |            |  |  |  |  |  |  |  |  |  |  |
| 6  | Carla      | Natasja    | Sara       | Nanna-Liin | Johanna    | Silvija    | Natasja    | Carla Julie | Johanna    |              |            |  |  |  |  |  |  |  |  |  |  |
| 7  | Silvija    | Julie      | Kimmi      | Natasja    | Nanna-Liin | Johanna    | Silvija    |             |            |              |            |  |  |  |  |  |  |  |  |  |  |
| 8  | Camilla    | Nanna-Liin | Carla      | Kimmi      | Julie      | Natasja    | Kimmi      |             |            |              |            |  |  |  |  |  |  |  |  |  |  |
| 9  | Johanna    | Zola       | Nanna      | Nanna      | Shenna     | Amalie     |            |             |            |              |            |  |  |  |  |  |  |  |  |  |  |
| 10 | Sara       | Shenna     | Shenna     | Silvija    | Nanna      |            |            |             |            |              |            |  |  |  |  |  |  |  |  |  |  |
| 11 | Cecilie    | Sara       | Silvija    | Sara       |            |            |            |             |            |              |            |  |  |  |  |  |  |  |  |  |  |
| 12 | Josefine   | Josefine   | Zola       | Zola       |            |            |            |             |            |              |            |  |  |  |  |  |  |  |  |  |  |
| 13 | Amalie     | Nanna      | Josefine   |            |            |            |            |             |            |              |            |  |  |  |  |  |  |  |  |  |  |
| 14 | Shenna     | Cecilie    |            |            |            |            |            |             |            |              |            |  |  |  |  |  |  |  |  |  |  |
| 15 | Nanna      | Camilla    |            |            |            |            |            |             |            |              |            |  |  |  |  |  |  |  |  |  |  |

     Thí sinh giành được bức ảnh của tuần
     Thí sinh bị loại trước phòng đánh giá
     Thí sinh không bị loại khi rơi vào cuối bảng
     Thí sinh bị loại
     Thí sinh chiến thắng cuộc thi
- Thứ tự gọi tên chỉ lần lượt từng người an toàn
- Trong tập 8, không ai bị loại.

### Buổi chụp hình
- Tập 1: Ảnh mở đầu cuộc thi (casting)
- Tập 2: Người nổi tiếng trên thảm đỏ với các tay săn ảnh
- Tập 3: Tập thể hình với những người mẫu nam cởi trần cho Reebok
- Tập 4: Tạt sơn lên người
- Tập 5: Quảng cáo cho thức ăn vật nuôi Pet Diet với nhện
- Tập 6: Poster phim The Butcher
- Tập 7: Người diễn xiếc
- Tập 8: Ảnh trắng đen áo tắm ở bãi biển với người mẫu nam
- Tập 9: Lạc trên sa mạc theo cặp
- Tập 10: Quảng cáo cho mùa giải mới; Ảnh chân dung vẻ đẹp cho L'Oréal